# Maestà (Masaccio)
La maternità di Masaccio (Madonna in trono col Bambino e quattro angeli) è il pannello centrale del polittico di Pisa, del 1426. L'opera misura 135,50x73 cm, è una tempera su tavola a fondo oro ed è conservata alla National Gallery di Londra.

## Storia
Destinato alla chiesa del Carmine per la cappella del notaio ser Giuliano di Colino degli Scarsi da San Giusto, il polittico di Pisa è l'opera meglio documentata di Masaccio, grazie a un committente particolarmente preciso, che annotò tutti i pagamenti e i solleciti fatti al pittore. 
Il 19 febbraio 1426 l'artista era a Pisa a siglare il contratto e, dopo vari solleciti e richieste a impegnarsi in esclusiva all'opera, il 26 dicembre Masaccio riceveva il saldo per l'opera. 
Entro il 1568 Giorgio Vasari lo vide e lo descrisse nella seconda edizione de le Vite. Nel corso del XVII o XVIII secolo venne rimosso dall'altare, smembrato e disperso.
Il pannello centrale venne riscoperto solo nel 1907 da Bernard Berenson in una collezione privata inglese e l'evento rappresentò il culmine di una campagna di ricerca che aveva visto gli studiosi dell'artista impegnati per decenni. Nel 1916 venne acquistato dal museo londinese con il contributo di The Art Fund.

## Descrizione
L'opera venne chiaramente descritta da Vasari, facilitando così il riconoscimento del 1907. La Madonna in trono (una Maestà), tiene in braccio il Bambino, reggendolo con la mano sinistra, mentre con la destra gli porge un grappolo d'uva, simbolo dell'Eucaristia, presente anche nel Trittico di San Giovenale (1422). Il Bambino con una manina tocca il frutto e con l'altra porta gli acini alla bocca, succhiandosi anche le dita. La sua aureola è disegnata in prospettiva. La Madonna indossa un magnifico mantello azzurro con orlo dorato. Il maestoso trono è ricco di dettagli architettonici, come le colonnine in pietra e le cornici "all'antica": la sua struttura così pienamente rinascimentale stona con la cuspide goticheggiante dell'arco del pannello. 
Attorno a esso si dispongono quattro angeli: due oranti ai lati, in parte nascosti dalla spalliera, e due musicanti in basso, seduti davanti all'alto zoccolo del trono. Questi ultimi due hanno ali d'uccello e suonano due liuti: uno sembra cantare, mentre l'altro, come scrisse il Vasari, "porge con attenzione l'orecchio all'armonia di quel suono". 
Il formato del dipinto è piuttosto insolito, più alto e stretto del normale, ed ha subito un taglio ai lati, ma non si sa se di pochi centimetri o di una porzione più grande. Shearman ipotizzò che l'alone sui gradini in basso a sinistra del trono fosse l'ombra di un altro angelo, o di una figura. Forse lo era dell'elemento che separava il pannello attiguo fanulo (un pilastrino o colonna) o forse era una proiezione che unificava lo spazio con il pannello successivo.

## Stile
L'effetto d'insieme del dipinto è monumentale, come le figure principali improntate a una massiccia statuarietà, attenuata dai gesti e le espressioni tratte dalla quotidianità: entrambi gli elementi rivelano un'influenza di Donatello, che proprio in quegli anni lavorava a Pisa con Michelozzo e che in un'occasione si incaricò anche di riscuotere un pagamento per conto dell'amico pittore. L'illuminazione, più che il disegno di contorno, definisce la forma plastica delle figure, facendole assomigliare a voluminose sculture. 
Il manto della Madonna è composto da pieghe realistiche, che modellano il volume delle gambe e del busto, e contrastano con la dolce fragilità del viso. Il Bambino è paffuto e dai gesti infantili, ma il volto appare pensoso, sospeso probabilmente al significato premonitore dell'uva eucaristica. L'opera assomiglia alla Madonna Hildburgh di Donatello o copia della sua bottega (oggi al Victoria and Albert Museum) e colpisce in entrambe le opere il difficile scorcio dei liuti, quasi fosse stata una gara di virtuosismo dei due artisti. 
Colpisce la precisione della luce che taglia lo schienale del trono e lascia in ombra gran parte del volto della Madonna, forse per la prima volta nell'arte italiana.